# مارتن كولين
مارتن كولين (بالإنجليزية: Martin Cullen)‏ هو سياسي أيرلندي، ولد في 2 نوفمبر 1954 في وترفورد في جمهورية أيرلندا. حزبياً، نشط في فيانا فايل.

## مناصب
- انتخب عضو مجلس الشيوخ من أيرلندا عن دائرة الأعضاء المعينون في مجلس الشيوخ الأيرلندي [الإنجليزية]‏ وقد انضم خلال فترته النيابية ‏ (1 أكتوبر 1989 – 25 نوفمبر 1992)  للكتلة البرلمانية حزب الديمقراطيين التقدميين.
- في الانتخابات العمومية الإيرلندية 1987 [الإنجليزية]‏، انتخب نائب دييل عن دائرة وترفورد [الإنجليزية]‏ وقد انضم خلال فترته النيابية ‏ (10 مارس 1987 – 25 مايو 1989)  للكتلة البرلمانية حزب الديمقراطيين التقدميين.
- في الانتخابات العمومية الإيرلندية 1992 [الإنجليزية]‏، انتخب نائب دييل عن دائرة وترفورد [الإنجليزية]‏ وقد انضم خلال فترته النيابية ‏ (14 ديسمبر 1992 – 15 مايو 1997)  للكتلة البرلمانية حزب الديمقراطيين التقدميين.
- في الانتخابات العمومية الإيرلندية 1997 [الإنجليزية]‏، انتخب نائب دييل عن دائرة وترفورد [الإنجليزية]‏ وقد انضم خلال فترته النيابية ‏ (26 يونيو 1997 – 25 أبريل 2002)  للكتلة البرلمانية فيانا فايل.
- في الانتخابات العمومية الإيرلندية 2002 [الإنجليزية]‏، انتخب نائب دييل عن دائرة وترفورد [الإنجليزية]‏ وقد انضم خلال فترته النيابية ‏ (6 يونيو 2002 – 26 أبريل 2007)  للكتلة البرلمانية فيانا فايل.
- في الانتخابات العمومية الأيرلندية 2007 [الإنجليزية]‏، انتخب نائب دييل عن دائرة وترفورد [الإنجليزية]‏ وقد انضم خلال فترته النيابية ‏ (14 يونيو 2007 – 23 مارس 2010)  للكتلة البرلمانية فيانا فايل.
- انتخب وزير دولة بوزارة المالية [الإنجليزية]‏ (8 يوليو 1997 – 6 يونيو 2002).
- انتخب Minister for Housing, Local Government and Heritage [الإنجليزية]‏ (6 يونيو 2002 – 29 سبتمبر 2004).
- انتخب وزير النقل والسياحة والرياضة [الإنجليزية]‏ (29 سبتمبر 2004 – 14 يونيو 2007).
- انتخب Minister for Social Protection [الإنجليزية]‏ (14 يونيو 2007 – 7 مايو 2008).
- انتخب وزير السياحة والثقافة والفنون وجايلتاخت والرياضة والإعلام [الإنجليزية]‏ (7 مايو 2008 – 23 مارس 2010).